# Richard Head, 2. Viscount Head
Richard Antony Head, 2. Viscount Head (* 27. Februar 1937) ist ein britischer Peer, früherer Pferdetrainer, Landwirt und Politiker.

## Leben und Karriere
Head wurde am 27. Februar 1937 als Sohn von Antony Head, 1. Viscount Head, und Lady Dorothea Louise Ashley-Cooper († 1987) geboren.
Von 1957 bis 1966 diente er bei den Life Guards. Im Rang eines Captains trat er in den Ruhestand ein. Er trainierte Rennpferde. In diesem Bereich war er von 1968 bis 1983 aktiv. Außerdem ist er in der Landwirtschaft aktiv.
Head gehört der Hereditary Peerage Association derzeit nicht an.

## Mitgliedschaft im House of Lords
Nach dem Tod seines Vaters im März 1983 erbte er den Titel des Viscount Head und den damals damit verbundenen Sitz im House of Lords. Dort saß er als Crossbencher. Seine Antrittsrede hielt am 15. Juli 1987 zur Sunday Sports Bill, zu der er im November erneut sprach. Erst 1990, drei Jahre später meldete er sich erneut zu Wort. Er sprach zur Durchsetzung von Geschwindigkeitsbegrenzungen auf Autobahnen. Im folgenden Jahr meldete er sich zum Thema der Pferderennenindustrie zu Wort. Im Oktober 1993 sprach Head zum Thema Stonehenge and the A.303. Dann sprach er dort einige Jahre nicht. Die letzte Wortmeldung erfolgte am 10. Juni 1999 zum Totalisator.
Seinen Sitz verlor er durch den House of Lords Act 1999. Für einen der verbleibenden Sitze trat er nicht an.
Er derzeit nicht im  Register of Hereditary Peers verzeichnet, die für eine Nachwahl zur Verfügung stehen (Stand: Mai 2012).

## Familie
Head heiratete am 11. Mai 1974 Alicia Brigid Salmond, die Tochter von Julian John William Salmond. Zusammen haben sie drei Kinder, davon zwei Söhne und eine Tochter.
Als Hobbys nennt Head Sportschießen und Golf.